# Винный праздник в Зелёна-Гуре
Винный праздник в Зелёна-Гуре — это ежегодное крупнейшее в регионе культурное мероприятие, которое проходит в польском городе Зелёна-Гура в сентябре. Обычно данное мероприятие занимает около 7—9 дней, в течение которых проводятся многочисленные мероприятия, организованные местными ассоциациями, концерты, ярмарка и презентации региональных продуктов, основным из которых является вино.
Многовековые традиции выращивания винограда породили различные обычаи, из которых самым ярким с давних времён было ежегодное празднование сбора винограда. Первые упоминания о существовании на данной территории виноградников относятся к XIV веку. Изначально не действовали никакие законы, регулирующие срок начала и окончания сбора урожая. С середины XIX века праздник провозглашается местной администрацией.